# 杉本宏之
杉本 宏之（すぎもと ひろゆき、1977年6月25日 - ）は、日本の起業家、作家。不動産の売買、賃貸、管理及び仲介、マンション開発等を事業としている株式会社シーラホールディングスの代表取締役会長グループ執行役員CEO。一般財団法人杉本建築デザイン財団 理事長。株式会社エスグラントコーポレーション 元代表取締役社長。出身は神奈川県川崎市。

## 概要
20歳から歩合の不動産営業マンを経て、株式会社エスグラントコーポレーションを創業する。最年少上場(当時)を果たしたものの、リーマンショックの影響で一時最大400億円にまで膨れ上がった巨額負債を抱え、2009年に民事再生を申請。自らも自己破産した。2010年に株式会社シーラを創業。

## 経歴
1977年（昭和52年）神奈川県川崎市出身。
4歳の頃に父親が経営する不動産会社が倒産。その後、父親は不動産ブローカーとして働くがうまくいかず、風呂なしアパートへの引っ越しを何度も繰り返した。
小学校時代は給食費の支払いに困るほどの貧乏生活であった。8歳の時に交通事故に遭い、半年ほど入院。リハビリをした甲斐もあり、足は動くようになったが、左足の指の神経は戻らず、現在も動かない。13歳で母親がガンに侵され急逝。
高校は、奨学金制度を使って川崎総合科学高等学校情報工学科に進学。
父親との刃傷沙汰の大ゲンカをきっかけに、人生を真剣に考え始める。高校3年の後半から勉強を開始して大学に補欠合格。高校卒業後は、大学には進学せず不動産関係の専門学校へ進学。1年目に宅建主任者資格を取得。
1997年（平成9年）投資用ワンルーム販売会社である株式会社東光マンションセンターに就職。営業マンは約100人強の会社で、入社3年目にはトップセールスマンとなる。
約5年の経験を積んだ後、知人から「出資するから独立しないか」と声をかけられ、2001年（平成13年）12月に自ら起業し、株式会社エスグラントコーポレーションを設立。2005年に名古屋証券取引所セントレックスに上場するも、2009年に経営破綻し、本人も自己破産に至った。
2010年、株式会社シーラを創業し、2023年にNASDAQに上場。
2019年（令和元年）女優の深田恭子との交際が報じられ、2021年（令和3年）6月23日、会見で交際を事実上認めた。2023年12月、深田恭子との破局が報じられる。
2019年（令和元年）9月20日、一般財団法人杉本建築デザイン財団を設立、理事長に就任。
2023年（令和5年）現在、DX不動産推進協会監事、一般社団法人新しい都市環境を考える会理事を務める。

## 人物
- 愛称は「すぎすぎ」[10]。
- 趣味は筋肉トレーニングとワイン[6]
- 特技はラップ[6]。
- 座右の銘は「一流のインテリジェンスとは、一見相反する二つの考え方を一つの脳に同居させる事」[6]。
- 好きな食べ物は六本木アンブレラのカレー[6]。
- 二度と失敗しないための18の「行動指針」として「日頃から倹約を心がければ経費削減は必要ない」「分からない事を分かるふりをする事は愚行」「収入を生まない物は資産ではなく無駄な荷物」「中長期的な視野に立ち、人を育てる事は資産管理よりも重要」「リーマンショックを忘れるな。実力以上の借金が身を滅ぼす」「成功者にとって謙虚さと感謝が最も大事な想い」「悔しいなら、圧倒的な努力をする」などあげている[11][要ページ番号]。
- 番組内で「再起した人たらし起業家」と紹介される。大物に気に入られる必殺技は「ホメながらイジる」、相手の気分を害さない断り方のコツは「ひたすら丁寧に徹すること」、いい人脈をたくさん持っている人の特徴は「損得関係なくいい人」と番組内で打ち明けている[10]。

## 株式会社エスグラントコーポレーション
- 2001年（平成13年）12月 - 株式会社エスグラントコーポレーション設立。代表取締役社長就任。デザイナーズワンルームマンションに特化した不動産販売を展開[12]。
- 設立当初 - 売上が低迷し給与はゼロ。また社員に対しても歩合給をいれることができなかった。書籍の中では「社員たちは会社の状態を知っても辞職せず、「ボーナスを返上したい」と。この時から会社が良い雰囲気に一変。」と語っている[4][要ページ番号]。
- 2002年（平成14年）10月 - 自社物件の販売を開始[4][要ページ番号]。
- 設立4年目の2005年12月 - 業界史上最短、最年少で株式上場を果たす[5]。
- 上場後 - ワンルームマンション事業に加え、事業用不動産の売買、不動産ファンド等も手掛け、順調に売上高を伸ばしてきたが、2008年9月のリーマン・ショックの煽りを受け、2009年3月に民事再生法の適用を申請した。約400億円の負債を抱え、自己破産に追い込まれた[13]。

## 株式会社シーラテクノロジーズ
- 2010年（平成22年） - 株式会社シーラホールディングスを創業。エスグラントコーポレーション時代に交流があった同世代の起業家4人の協力により資金を調達[12]。
- 2014年（平成26年） - 増資[要出典]
- 2019年（令和元年） - グループ会社7社、売上高160億円を超えるまでに成長[要出典]。
- 2022年（令和4年） 
  - 7月 - 株式会社シーラテクノロジーズに社名変更[16]。
  - 10月 - 不動産クラウドファンディングサービス「利回りくん」が、国内不動産クラウドファンディング市場において会員数日本一を突破し、会員登録数国内No.１の不動産クラウドファンディングとなる。[17]
- 2023年（令和5年）
  - 2月  - 不動産クラウドファンディングサービス「利回りくん」の会員数が25万人を超える[要出典]。
  - 3月31日  - 米国NASDAQ市場へ上場[18][19]。
  - 4月  - 売上高220億円を突破[20]
  - 8月 - 会員数26万4000人を突破。不動産クラウドファンディ
  - グにおける会員数が国内第1位、世界第3位となる（世界第1位はアメリカ・Fundriseの40万人）[21]。
- 2025年（令和7年）
  - 6月 - 株式会社クミカと経営統合し完全子会社化、株式会社クミカは「株式会社シーラホールディングス」へ称号を変更

## 著書
- 『26歳、熱血社長、年商70億の男 倒産寸前から、劇的なV字回復を遂げた男達の闘い』（2004年3月1日、経済界）ISBN 978-4766782899
- 『1R(ワンルーム)男 28歳の社長、上場物語』（2006年4月25日、アメーバブックス）ISBN 978-4344990302
- 『30歳で400億円の負債を抱えた僕が、もう一度、起業を決意した理由』（2014年7月18日、ダイヤモンド社）ISBN 978-4478027349
- 『不動産投資の“すごい”真実』（2018年6月21日、幻冬舎）ISBN 978-4344033115
- 『たとえば、謙虚に愚直なことを継続するという習慣』（2019年11月5日、扶桑社）ISBN 978-4594082628

## 主な出演

### テレビ
- 『NHKニュースおはよう日本』（NHK総合）- 「対話式AIで仕事が変わる？ChatGPTの衝撃」[22]
- 『サンデージャポン』（TBSテレビ）[23]
- 『日経モーニングプラス』（BSテレ東）[24]

### インターネット放送
- 『ホリエモンチャンネル』（YouTube番組）
- 『新R25チャンネル』（YouTube番組）

### 雑誌
- 『経済界』（経済界） - 「杉本宏之の素顔 業界内、最年少上場を果たした28歳」

### WEBニュース
- 『ダイヤモンド・オンライン』 - 連載・杉本宏之の起業家対談シリーズ ※ https://diamond.jp/58abbd6e7765611bd06e0300
- 『Goethe（ゲーテ）』※ https://goetheweb.jp/hiroyuki-sugimoto